# Аймке
Аймке (нім. Eimke) — громада в Німеччині, розташована в землі Нижня Саксонія. Входить до складу району Ільцен. Складова частина об'єднання громад Зудербург.
Площа — 82,83 км2. Населення становить 828 ос. (станом на 31 грудня 2021).